# Nekropole von Pantalica

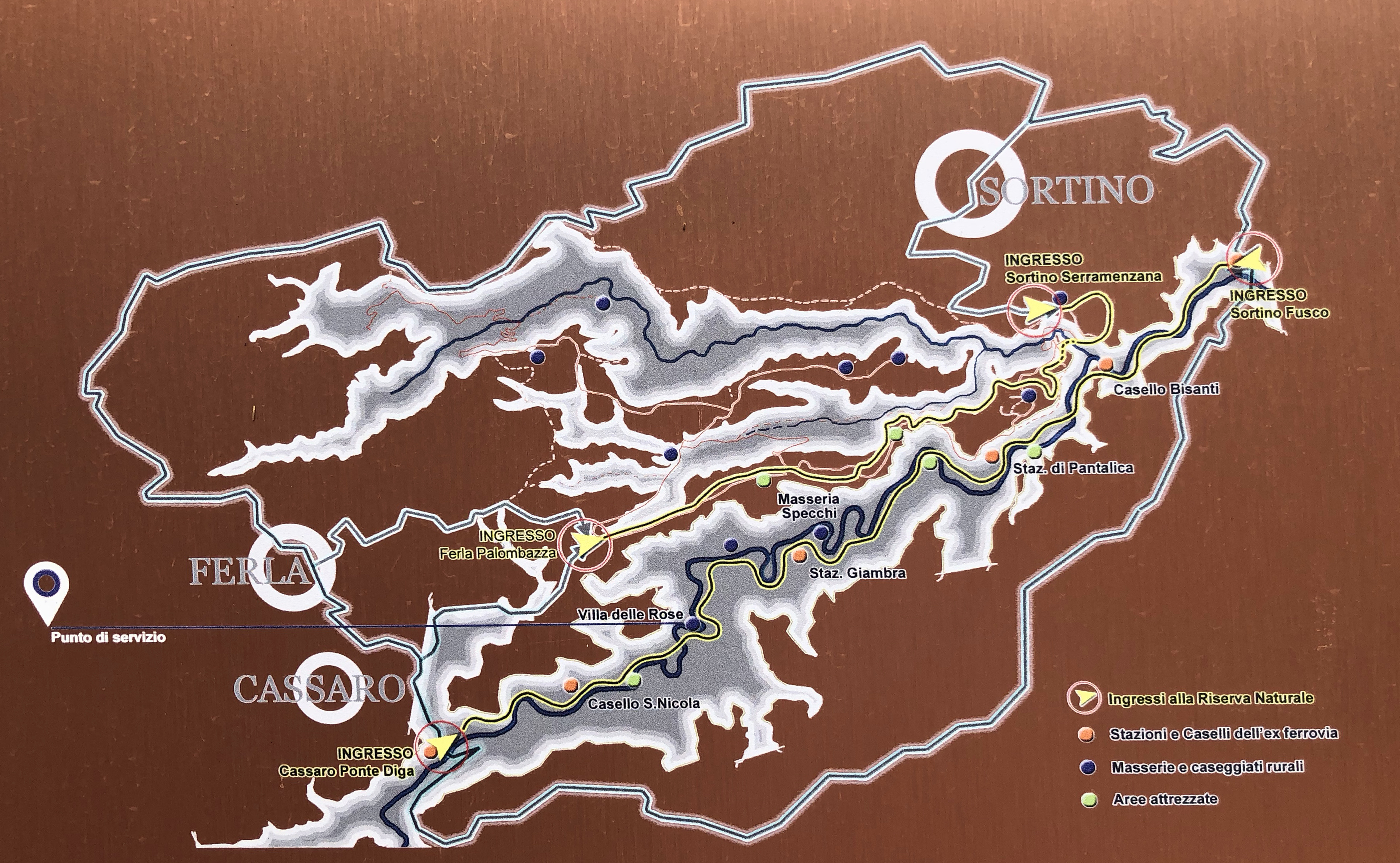
Karte

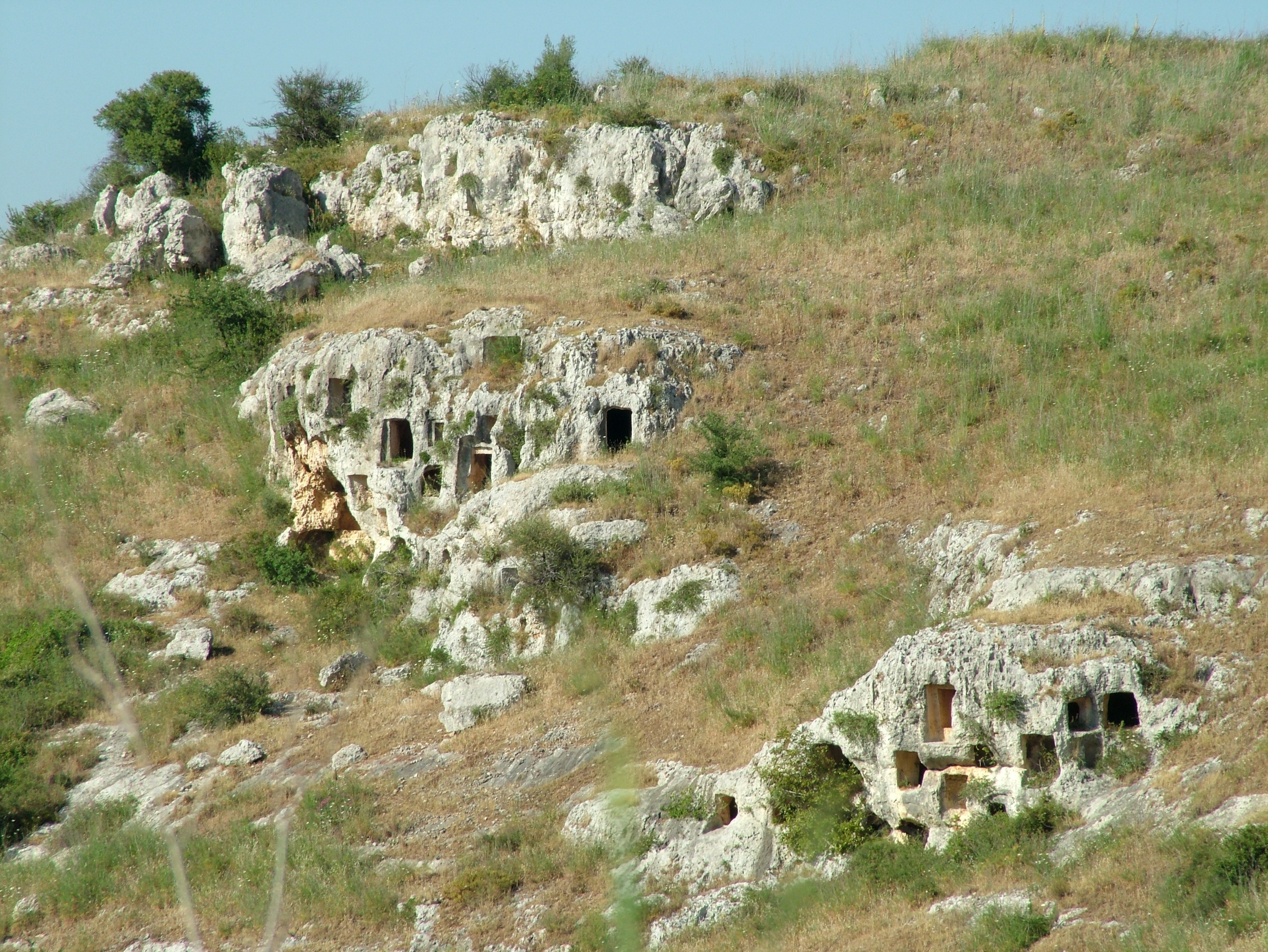
Nekropolis von Pantalica (Lage Nord-West)

Die Nekropole von Pantalica ist eine der großen Nekropolen Siziliens und umfasst mehr als 5000 Kammergräber, die aus der späten sizilischen Bronzezeit und der frühen Eisenzeit stammen. Die Nekropole gehörte zur Siedlung Pantalica und war namensgebend für die Pantalica(-Nord)-Kultur.
2005 nahm die UNESCO die Nekropolis von Pantalica zusammen mit Syrakus unter der Bezeichnung Syrakus und die Felsnekropolis von Pantalica in das Weltkulturerbe auf.

## Lage
Die Nekropole von Pantalica liegt in den Monti Iblei zwischen den Orten Ferla und Sortino. Die Entfernung von Syrakus beträgt etwa 35 km.
Im Mittelalter wurde das Hochplateau zwischen den Flüssen Anapo und Calcinara auch als Pantegra, Pantarga, Buntariga oder Panterica bezeichnet.

## Geschichte
Die Größe des Gräberfeldes lässt auf eine lange Nutzung schließen. Die Nekropole wurde vom 13. bis ins 8. Jahrhundert v. Chr. genutzt. Die ältesten Kammergräber sind um 1270 v. Chr. entstanden, die jüngsten etwa im 8. Jahrhundert v. Chr. Ab dem 8. Jahrhundert v. Chr. wurde Sizilien von den Griechen besiedelt. Damit begann der Niedergang der Stadt. Bewohnt war der Ort, der keine Bedeutung mehr hatte, bis in die arabische Zeit. Von der Stadt ist nichts übriggeblieben, außer den Resten eines Gebäudes, dem Königspalast oder Palazzo del Anaktoron. 

## Aufbau
Die Grabkammern befinden sich im Umfeld eines um 1100 v. Chr. erbauten, palastartigen Baus, der als Anaktoron oder Fürstenpalast bezeichnet wird. Das Gebäude stellt einen in sieben rechtwinklige Räume unterteilten Komplex dar. In einem der Räume befand sich möglicherweise eine Gießerei. Es ist das einzige Gebäude der Siedlung, von dem bisher Reste, nämlich eine Lage von großen Grundsteinen, entdeckt wurden.
Die Grabstätten hatte man in frühchristlicher Zeit teilweise als Wohnung genutzt oder zu Kapellen umgebaut.

## Fundstücke
Bei den Funden handelt es sich um Grabbeigaben wie Haushaltsgegenstände, Keramik und Waffen. Sie sind im Archäologischen Museum von Syrakus ausgestellt.
Die Besichtigung ist von Ferla und von Sortino aus möglich. Mit öffentlichen Verkehrsmitteln ist die Nekropole schwierig zu erreichen. Es fahren Busse von Syrakus zu den Eingangsorten.
Die Nekropole von Realmese ist die zweitwichtigste auf der Insel.